# زردپره گونه‌سفید

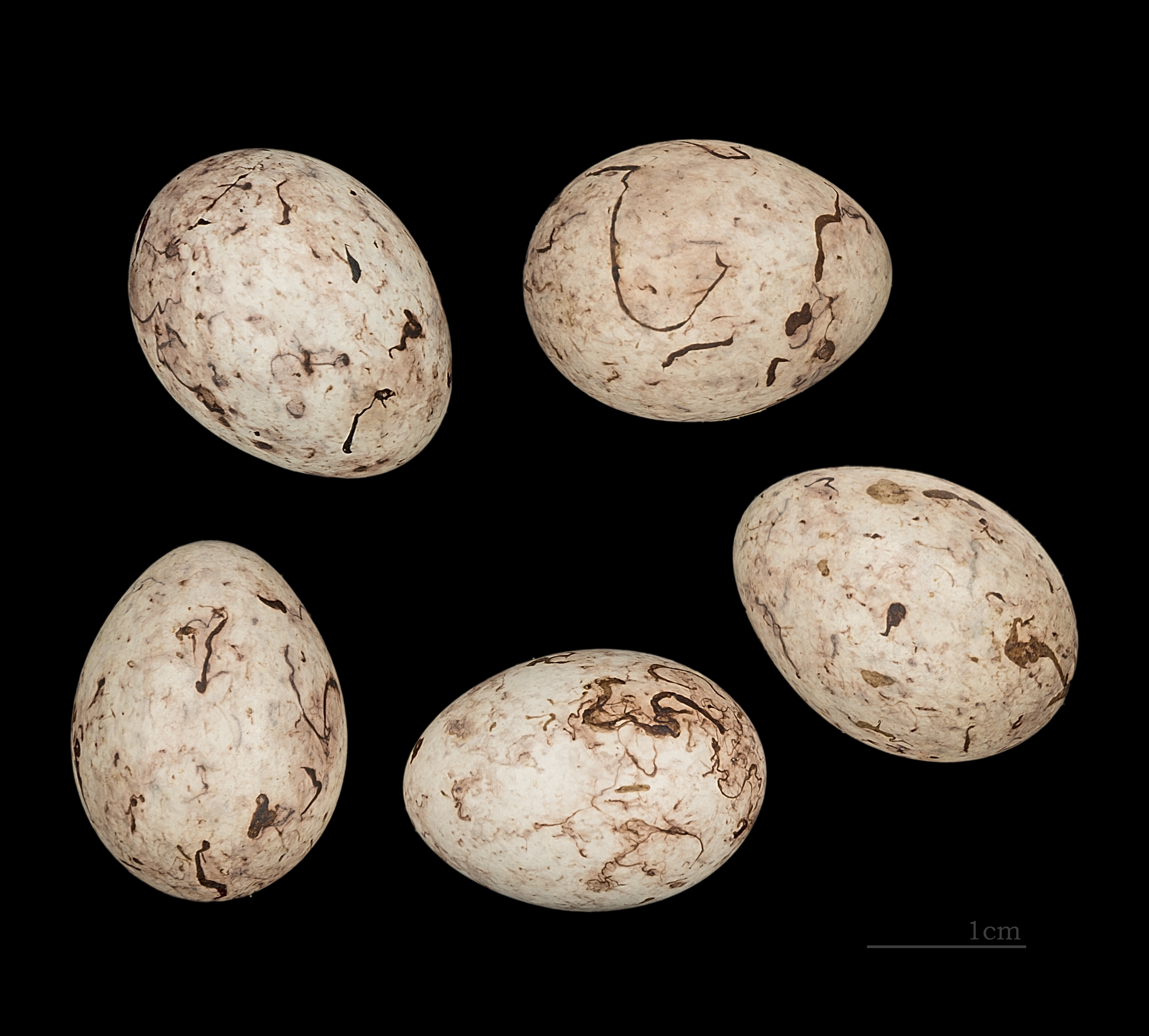
Emberiza leucocephalos

زردپره گونه‌سفید (نام علمی: Emberiza leucocephalos) پرنده‌ای از گروه زردپره‌ها در تیرهٔ زردپرگان در راستهٔ گنجشک‌سانان است. این پرنده در آسیا و اروپا زندگی می‌کند و در شمال و شرق ایران نیز یافت می‌شود.
زیستگاه زردپره گونه سفید کشتزارها و مناطق باز، بوته‌زارها، جنگل‌های تُنک (معمولاً کاج) و باغ‌ها است. این پرنده آشیانه خود را در کنار کشتزارها می‌سازد.